# Живео слободан Квебек!
„Живео слободан Квебек!“ (фр. „Vive le Québec libre!“) је чувена и контроверзна фраза из говора који је француски председник Шарл де Гол одржао у Монтреалу 24. јула 1967.
Де Гол је боравио у Канади у званичној државној посети, за коју је званични повод био посета изложби Експо 1967. Док се обраћао великој маси окупљених са балкона Градске већнице Монтреала, он је узвикнуо Vive le Québec! („Живео Квебек!“), а затим додао: Vive le Québec libre! („Живео слободан Квебек!“). Vive le Québec libre! је био популаран слоган међу људима који су желели да искажу своју подршку суверенитету Квебека.

## Околности
Чак и пре де Головог доласка, канадска федерална влада је била забринута око његове посете. Раније те године, француска влада није послала представника на погребну службу за генералног гувернера Жоржа Ванијеа. Ово је привукло пажњу у Канади, јер су и Ваније и његова супруга Полен били лични пријатељи де Гола од 1940, када је он био у прогонству у Лондону. Влада Лестера Б. Пирсона је била толико забринута око могућег уплитања Француске у унутрашња питања да је министар Пол Џозеф Џејмс Мартин послат да посети де Гола у Паризу не би ли изгладио везе.
Де Гола је позвао премијер Квебека Данијел Џонсон. Иако је био у посети као шеф државе, де Гол није стигао прво у главни град Канаде, Отаву, како налаже конвенционални политички протокол. Уместо тога, он је авионом стигао у француску колонију Свети Пјер и Микелон, два остврцета надомак југоисточне обале Њуфаундлендa, и затим отпловио на заставном броду средоземне флоте француске морнарице, крстарици Colbert, како би пристигао у главни град Квебека, град Квебек. Де Гол је поздрављен са ентузијазмом, док је нови генерални гувернер Роланд Миченер поздрављен негодовањем. У свом говору, де Гол је говорио о везама своје земље са Квебеком које „еволвирају“, наговештавајући тако своју подршку сепаратизму у Квебеку.
Следећег дана де Гол је стигао у Монтреал, где је путем Chemin de Roy одвежен до градске већнице, Hôtel de Ville, на тргу Жака Картијеа у старом Монтреалу, где су га чекали градоначелник Жан Драпо и премијер Џонсон. Окупљена маса била је наелектрисана, одушевљена да види лично легендарног француског вођу.

## Говор
Распоред није предвиђао да де Гол одржи говор те вечери, али маса га је звала; он је рекао градоначелнику Жану Драпоу: „Морам да се обратим овим људима који ме зову.“ Позивајући се на многе личне интервјуе са високим француским званичницима као и на документе које је открио, истакнути професор Дејл К. Томсон је тврдио да је де Голова порука била испланирана, и да ју је он напросто искористио када се указала прилика.
Де Гол је искорачио на балкон и дао кратак говор. У овом говору је коментарисао како га је његова вожња низ обале реке Сен Лорен, када је пролазио поред одушевљених окупљених људи, подсетила на његов тријумфални повратак у Париз након ослобођења од нацистичке Немачке. Пред крај говора де Гол је узвикнуо
  (Живео Монтреал! Живео Квебек!)
а затим је, што је пропраћено екстатичном реакцијом масе, додао:
  (Живео слободни Квебек! Живела француска Канада! И живела Француска!)
Говор је преношен уживо преко радија.
Порука, из уста француског шефа државе, је сматрана озбиљним прекршајем дипломатског протокола. Она је охрабрила покрет за суверенитет Квебека, и довела до тензија између вођства Канаде и Француске.
Уследио је медијски и дипломатски бес, због чега је де Гол прекратио своју посету Канади. Сутрадан је одлетео назад за Париз из Монтреала, уместо да настави своју посету ка Отави, остављајући Colbert да се врати за Француску без њега.
Понављајући слоган квебечке суверенистичке партије, де Гол је, речима Канадске енциклопедије, изазвао „велики дипломатски инцидент који је изнудио отказивање његове посете, покренуо невероватну кампању француског уплитања у унутрашње послове Канаде и, изнад свега, посудио свој светски престиж покрету за независност Квебека.“

## Реакција
Реакција масе на де Голову фразу била је емоционална, и била је описивана као „избезумљена“ (frenzied). Канађани федералисти, са друге стране, су побеснели на имплицирану претњу канадском територијалном интегритету и примили речи као увреду хиљадама Канађана који су се борили и погинули на бојним пољима Француске током два светска рата. Канадски медији оштро су критиковали изјаву, а премијер Канаде, Лестер Б. Пирсон, ветеран Првог светског рата и добитник Нобелове награде за мир је издао званични одговор у којем је поручио да
 Canadians do not need to be liberated. (Канађане није потребно ослобађати.)
Новопостављени канадски министар правде, Пјер Трудо, јавно се запитао каква би била француска реакција да је канадски премијер узвикнуо „Бретања Бретањцима.“ Након тога, де Гол није био импресиониран Трудоом, поручивши априла 1968. у телеграму за француског амбасадора у Отави:
  (Немамо ниједан уступак који бисмо учинили, или чак какво пријатељство, према господину Трудоу, који је непријатељ француске ствари у Канади.)
Де Гола је због прекршаја међународног протокола критиковао и велики део француске штампе.
За чланове покрета за сувереност Квебека, са друге стране, говор је представљао прекретницу, на коју се од тада често позивају. Говор се догодио убрзо након „Тихе револуције“ и, узимајући у обзир слабо економско и политичко стање франкофоних Канађана у то време, подршка страног шефа државе је у очима многих додавала кредибилитет. Говор се догодио две године пре терористичких напада Фронта за ослобођење Квебека, и девет година пре него што је Квебечка партија добила контролу над Народном скупштином Квебека.

## Одлука да се употреби слоган
У својој књизи, др. Дејл Томсон је писао како је пред укрцавање на Colbert де Гол рекао Ксавијеру Дениоу: „Чуће ме тамо, биће као таласи!“ Недељу дана раније, поверио се свом синовцу генералу Алену де Бојсиоу да: „Ударићу јако. Пакао ће се десити, али то мора бити урађено. Ово је последња прилика за искупљење за кукавичлук Француске“, мислећи на догађај на који је он гледао као на остављање на цедилу 60.000 француских колониста на милост и немилост Британцима од стране Француске, након што је она поражена у Француском и индијанском рату 1763. године.
На путу кући, де Гол је рекао Бернару Дорену: „Ово што се догодило је био историјски феномен који се можда могао предвидети, али који је попримио облик који је само сам догађај могао донети. Наравно, могао сам, као многи други, да се извучем изговарајући какве љубазности или дипломатске заобилазнице, али када је неко генерал де Гол, онда он не може да се провуче са таквим пречицама. Оно што сам урадио, ја сам морао да урадим.“